# Al-Basijja
Al-Basijja (arab. البعثية) – wieś w Syrii, w muhafazie Aleppo, w dystrykcie Ajn al-Arab. W 2004 roku liczyła 306 mieszkańców.